# Spanska Ostindien
Spanska Ostindien (spanska: Indias Orientales Españolas) var Spaniens tidigare besittningar i Stilla havet. Kolonin bestod av nuvarande Filippinerna, Marianerna och Karolinerna, och för en tid även delar av Formosa (Taiwan), och delar av Moluckerna. Åren 1565-1821 administrerades territorierna som del av Vicekungadömet Nya Spanien, som styrdes från Mexico City, men då Mexiko blev självständigt 1821 började de styras direkt från Madrid. Efter det spansk-amerikanska kriget 1898 ockuperade USA flera av öarna, och de återstående territorierna såldes till Tyskland när tysk-spanska fördraget 1899 skrevs på.
Kungen av Spanien kallade sig själv även "Kung av Ost- och Västindien" (Rey de las Indias orientales y occidentales).
Den här artikeln är helt eller delvis baserad på material från engelskspråkiga Wikipedia.